# Zissersdorf (Gemeinde Drosendorf-Zissersdorf)
Zissersdorf (auch Zissersdorf bei Geras) ist eine Ortschaft und eine Katastralgemeinde der Gemeinde Drosendorf-Zissersdorf im Bezirk Horn in Niederösterreich.

## Geografie
Das südlich von Drosendorf liegende Dorf befindet sich an der Thayatal Straße, von der im Ort die Landesstraße L173 abzweigt. Bis 2001 machte auch die Lokalbahn Retz–Drosendorf hier Station. Heute befährt der Reblaus-Express die aufgelassene Bahnstrecke.

## Geschichte
Der Ort befand sich im Mittelalter unter der Herrschaft Drosendorf. 1690 wurden einige Untertanen von der Herrschaft Pernegg erworben. 1850 wurde Zissersdorf eine Ortsgemeinde und später zur Marktgemeinde erhoben.
Laut Adressbuch von Österreich waren im Jahr 1938 in der Marktgemeinde Zissersdorf ein Bäcker, ein Genossenschaftsbrennerei, eine Spiritusbrennerei, ein Fleischer, ein Fuhrwerker, drei Gastwirte, drei Gemischtwarenhändler, ein Holzhändler, eine Milchgenossenschaft, ein Sägewerk, ein Sattler, ein Schlosser, ein Schmied, zwei Schuster, eine Sparkasse, drei Trafikanten, zwei Viehhändler, ein Viktualienhändler, ein Wagner und einige Landwirte ansässig. Zudem gab es beim Ort eine Ziegelei.
Mit 1. Jänner 1966 wurden die Gemeinden Pingendorf und Zettlitz nach Zissersdorf eingemeindet,
mit 1. Jänner 1971 die bis dahin selbständige Gemeinde Zissersdorf mit Drosendorf Altstadt, Drosendorf Stadt und Wolfsbach zur Gemeinde Drosendorf-Zissersdorf fusioniert.

## Sehenswürdigkeiten
- Katholische Pfarrkirche Zissersdorf, eine Saalkirche im josephinischen Stil und den hll. Märtyrer Johannes und Paulus geweiht

## Persönlichkeiten
- Heinrich Schöchtner (1876–1953), Politiker und Abgeordneter im Landtag von Niederösterreich
- Franz Schöchtner (1881–1936), Landwirt, Politiker und Mitglied der Bundesleitung des Deutschen Bauernbundes